# Сколково (инновационный центр)
Инновацио́нный центр «Ско́лково» (в 2010—2011 годах часто описывался как «Российская Кремниевая долина») — действующий в Москве современный научно-технологический инновационный комплекс по разработке и коммерциализации новых технологий, первый в Российской Федерации строящийся с нуля наукоград, а также территория (отдельная площадка), представляющая собой протуберанец за МКАД, и городской микрорайон Москвы.
В комплексе обеспечиваются особые экономические условия для компаний, работающих на территории России и занимающихся исследовательской деятельностью, отвечающей стратегии научно-технологического развития страны.
Проект создания Инновационного Центра реализуется Фондом развития Центра разработки и коммерциализации новых технологий (Фондом «Сколково»).
Результатом деятельности Фонда «Сколково» должна стать самоуправляющаяся и саморазвивающаяся экосистема, благоприятная для развития предпринимательства и исследований, способствующая созданию компаний, успешных на глобальном рынке. В 2020 году Фонд «Сколково» включён Правительством РФ в периметр институтов развития группы ВЭБ.РФ.
В августе 2022 года несколько структур — Фонд «Сколково», Институт науки и технологии и Технопарк «Сколково» включили в санкционный список Министерства финансов США. В 2023 году технопарк «Сколково» и связанные с ним компании внесены в санкционный список США.

## Описание
Инновационный центр «Сколково» расположен в Можайском районе Западного административного округа Москвы на территории площадью около 400 гектаров (4 км²).
Инноград ограничен Московской кольцевой автодорогой, Минским и Сколковским шоссе.
Бюджетное финансирование «Сколково», до завершения проекта в 2020 году, должно было составить 125,2 млрд рублей (документ об этом 13 августа 2013 подписал Дмитрий Медведев), при этом не менее 50 % затрат на создание инновационного центра «Сколково» планировалось привлечь в виде частных инвестиций. С 2013 года развитие Сколково продолжается в соответствии со специальной подпрограммой, в рамках госпрограммы «Экономическое развитие и инновационная экономика». К 2020 году завершены два этапа подпрограммы, принято решение о её продлении на третий этап до 2024 года. На эти цели выделено дополнительно 45 миллиардов рублей государственного финансирования. Таким образом, общий объём бюджетного финансирования с 2013 по 2024 год составит 177 миллиардов, а внебюджетного финансирования — 570 миллиардов рублей.
Построены и введены в эксплуатацию здания: территория базы отдыха «Полёт» (где размещено девелоперское подразделение Фонда «Сколково»), «Гиперкуб», офисный центр «Технопарк» (4 здания), деловой центр Matrex («Матрёшка») с внутренней отделкой, международная авиационная академия (Boeing), РеноваЛАБ, Технопарк «Сколково», жилые кварталы 9, 10 и 11 («Миро», «Тетрис» и «Квадро»), здание гимназии «Сколково», Data Center Сбербанк, Московский международный медицинский кластер (МММК), БЦ «Амальтея», новое здание Сколтеха, транспортный хаб, исследовательская лаборатория «Сибур», НТЦ ТМК, НТЦ «Татнефть».
По состоянию на начало 2019 года готовность проекта составляла 80 %. На конец того же года в Сколково постоянно проживало 730 и работало 16 000 человек. Согласно обновлённому генеральному плану, к концу 2023 года население иннограда должно превысить 5000 человек. Завершение строительства всех объектов запланировано после 2025 года, — в итоге в Сколково будут проживать 17 000 и работать более 80 000 человек.

## История

### Идея проекта
По мнению прессы, идея крупного инновационного центра была навеяна президенту Дмитрию Медведеву обращением писателя-публициста Максима Калашникова 15 сентября 2009 года. В то же время, идея «футурополиса» Калашникова была взята властями не полностью: были откинуты социальные инновации. Сам Калашников считает, что в Кремле смешали его идею футурополиса и Кремниевой долины. Так или иначе, осенью 2009 года Медведев обратил внимание на письмо Калашникова и поручил правительству рассмотреть его предложения.
12 ноября 2009 года в ежегодном послании Президента России Федеральному собранию впервые было заявлено о создании современного технологического центра по примеру Кремниевой долины и других подобных зарубежных центров.
31 декабря 2009 года Дмитрий Медведев издал распоряжение № 889-рп «О рабочей группе по разработке проекта создания территориально обособленного комплекса для развития исследований и разработок и коммерциализации их результатов». Руководителем рабочей группы был назначен первый заместитель руководителя администрации президента Владислав Сурков.
15 февраля 2010 года Сурков рассказал, где и зачем Россия создаст национальный аналог Кремниевой долины. По его словам, в неё «пересадят» инновации, которые сперва вырастят в кластерах отечественные корпорации. Сурков пригласил читателей «Ведомостей» придумать название и спроектировать российскую Кремниевую долину методом краудсорсинга, или, как говорили раньше, «народной стройки» и предложил присылать идеи и планы на сайт газеты. Среди мест, где мог быть построен российский аналог американской Кремниевой долины, назывались Томск, Новосибирск, Зеленоград, Троицк, Обнинск, Сколково, Рублёво-Архангельское и даже комплекс Всероссийского выставочного центра в Москве.

### Реализация проекта

#### 2010 год
По свидетельству очевидца, решение о местоположении инновационного центра было принято Владиславом Сурковым и Дмитрием Медведевым. Чиновники руководствовались простой бюрократической логикой: необходимо обеспечить полный и постоянный контроль за строительством объекта, поэтому находиться он должен в непосредственной близости от Москвы. Для Суркова также был важен имидж будущего иннограда, как города «с принципиально новой историей», и реальный выбор происходил между двумя пустошами: в Рублёво-Архангельском и в Сколково. В итоге, Медведев пришёл к заключению, что Сколково предпочтительней, поскольку рядом находится дача вице-премьера Игоря Шувалова, который и сможет «присмотреть за процессом». Наконец, сам Дмитрий Медведев был председателем попечительского совета бизнес-школы «Сколково», которая уже строилась в том же районе. 18 марта 2010 года на встрече со студентами-победителями олимпиад президент объявил, что инновационный центр будет располагаться в Сколково. Это решение вызвало критику со стороны ряда журналистов и политиков из-за непрозрачности и пренебрежения к мнению элит, в том числе интеллектуальных.
21 марта Владислав Сурков сообщил, что строительство центра технологий в Сколково займёт 3—7 лет, а научная среда, по его мнению, там может сформироваться за 10—15 лет. Через месяц был запущен и представлен официальный сайт проекта. 21 мая 2010 года Фонд развития Центра разработки и коммерциализации новых технологий (фонд «Сколково») был зарегистрирован в Москве. Главной целью этой некоммерческой организации было заявлено достижение общественно полезных результатов в области развития инноваций.
В качестве кандидатур на место главы проекта с российской стороны рассматривались: Анатолий Чубайс (Роснано), Александр Абрамов («Евраз»), Михаил Прохоров, («ОНЭКСИМ»), Виктор Вексельберг («Ренова»). 23 марта 2010 года в Ханты-Мансийске на заседании Комиссии по модернизации Дмитрий Медведев объявил, что с российской стороны проект возглавит Виктор Вексельберг, глава группы компаний «Ренова» с большим опытом реализации крупных девелоперских проектов. В пару к нему в качестве иностранного соруководителя рассматривались кандидатуры главы компании Cisco Джона Чемберса и бывшего главы компании Intel Крэйга Барретта. Помощник президента Аркадий Дворкович провёл встречи в американской Кремниевой долине, и 29 апреля 2010 года было объявлено, что Крэйг Барретт согласился стать сопредседателем фонда «Сколково».
Координирующим органом стал Совет фонда, надзорным — Попечительский совет. Кандидатами в оба совета стали известные российские и зарубежные деятели и специалисты, многие из которых присутствовали в июне на очередном Петербургском международном экономическом форуме. В итоге Совет фонда возглавили Виктор Вексельберг и Крэйг Барретт, в его состав также вошли: Эрик Шмидт (председатель совета директоров Google), Эско Ахо (исполнительный вице-президент Nokia), Петер Лёшер (президент, председатель правления Siemens), Джон Чемберс (президент, главный исполнительный директор Cisco), Ратан Тата (председатель индийской автомобильной компании Tata Sons), Мартин Буиг (совладелец французской промышленной группы Bouygues). Российская группа участников: Вагит Алекперов (президент «Лукойл»), Владимир Рашевский (генеральный директор компании СУЭК), Анатолий Александров (ректор МГТУ им. Н. Баумана), Анатолий Чубайс (глава Роснано), Михаил Ковальчук (директор Курчатовского института), Александр Галицкий (венчурный бизнесмен, управляющий партнёр компании Almaz Capital Partners). На первом же заседании Совета фонда его члены единогласно отказались от вознаграждения за свою работу.
В попечительский совет фонда, во главе с президентом России Дмитрием Медведевым, вошли: председатель наблюдательного совета Фонда содействия развитию малых предприятий в научно-технической сфере Иван Бортник, помощник президента России Аркадий Дворкович, председатель Внешэкономбанка Владимир Дмитриев, вице-премьер и министр финансов Алексей Кудрин, глава Минэкономразвития Эльвира Набиуллина, президент РАН Юрий Осипов, вице-премьер Сергей Собянин, первый замглавы администрации президента Владислав Сурков, министр образования и науки Андрей Фурсенко.
Для учёных был создан отдельный Консультативный научный совет, который возглавили нобелевские лауреаты Жорес Алфёров и Роджер Корнберг.
В конце сентября президентом Дмитрием Медведевым был подписан Федеральный закон Российской Федерации N 244-ФЗ «Об инновационном центре „Сколково“». В нём были заданы направления деятельности центра, соответствующие приоритетным отраслям модернизации экономики России: телекоммуникации и космос, биомедицинские технологии, энергетическая эффективность, информационные технологии, а также ядерные исследования.
Старт строительству был дан 14 декабря 2010 года, и в то же время обе палаты парламента завершали работу над законопроектами, обеспечившими нормативную базу работы Сколково.
Благодаря большому числу привлечённых знаменитостей из сфер бизнеса и науки, а также значительному воодушевлению в обществе и средствах массовой информации в связи с открывавшимися перспективами, стал возможен «виртуальный старт» проекта, когда резиденты Сколково регистрировались и получали налоговые льготы задолго до постройки первых офисов иннограда. Против этого выступали Министерство финансов и Министерство экономического развития, опасавшиеся падения бюджетных поступлений. Однако усилиями Крейга Барретта, Джона Чемберса и Александра Галицкого новосозданной организации удалось отстоять принцип экстерриториальности, и к концу 2010 года число резидентов Сколково достигло 28. Из них 11 получили первые гранты, — остальные, по словам Виктора Вексельберга, не нуждались в финансировании со стороны фонда. Всего на грантовую поддержку было выделено 3,2 миллиарда рублей.

#### 2011 год
Следующий год ознаменовался созданием фундамента для дальнейшей многолетней работы. Были созданы и внедрены основные процессы, обеспечившие функционирование инновационного центра. К февралю были регламентированы принципы присвоения статуса участникам, а также отбора проектов для выдачи грантов. Появились четыре стадии поддержки компаний: нулевая — на стадии «идеи», первая — «посевная», вторая — «ранняя стадия» и третья — «продвинутая». Каждый из этих уровней подразумевал ограничения по сумме финансирования и требования к привлечению внешних инвестиций. Компания с проектом на стадии идеи могла претендовать на грант до 1,5 млн рублей без привлечения софинансирования. Под «посевные» проекты Сколково мог выдать до 20 млн рублей, при условии, что треть от полной суммы выделит внешний инвестор.
В том же году были созданы основные институты инновационной экосистемы Сколково и подписаны ключевые соглашения с российскими и зарубежными партнёрами.
23 марта 2011 года в Калифорнии состоялось открытие американского офиса «Сколково».
В 2011 году состоялся первый Startup Tour — мероприятие презентаций стартапов в формате дорожного шоу. В дальнейшем Open Innovations Startup Tour стал ежегодным событием, с постоянно растущим числом презентуемых проектов и городов посещения.
16 сентября 2011 года президент Дмитрий Медведев поддержал идею интеграции Московской школы управления «Сколково» и одноимённого инновационного центра.
Для оказания таможенных услуг участникам Сколково была создана Таможенная-финансовая компания (ТФК), а для обеспечения соблюдения их прав в сентябре был учреждён Центр защиты интеллектуальной собственности (ЦИС). Также в сентябре был открыт технопарк «Сколково», спроектированный по модели технопарка Цюриха.
25 октября 2011 года при содействии девяти российских университетов и организаций был создан Сколковский институт науки и технологий (Сколтех). 26 октября Фонд «Сколково» и Массачусетский технологический институт (MIT) подписали Соглашение о сотрудничестве по программе создания Сколтеха. С этого момента MIT стал главным зарубежным партнёром «Сколково».
За год фонду «Сколково» удалось привлечь 3,5 млрд рублей частных инвестиций, из которых 2 млрд были направлены на развитие проектов резидентов фонда, а 1,5 млрд — на поддержку Сколтеха. Были подписаны соглашения с 13 крупными иностранными промышленными компаниями, среди которых Siemens, IBM, Nokia, Ericsson, EADS, Cisco, об открытии на территории Сколково корпоративных центров НИОКР с общим бюджетом более 13 млрд рублей. Аккредитацию получили 24 венчурных фонда с совокупным объёмом обязательств до 10 млрд рублей.
К концу года резидентами «Сколково» стали 333 компании, 70 из которых получили гранты в 2011 году.
В 2011 году проект «Сколково» находился на пике своей популярности среди россиян. По результатам опроса, проведённого ВЦИОМ в апреле 2011 года, 32 % опрошенных имели сложившееся представление о проекте и ставили его на третье место среди важнейших российских проектов XXI века, сразу после крупнейших спортивных мероприятий, Олимпиады в Сочи и Чемпионата мира по футболу 2018 года.

#### 2012 год
2012 год был отмечен переподчинением территории инновационного центра Москве, проектированием и активным возведением строений и инфраструктуры, бурным ростом числа компаний-резидентов, а также заключением ряда стратегических соглашений и договорённостей с государственными структурами.
В частности, 13 января 2012 года было подписано соглашение о сотрудничестве между Министерством промышленности и торговли Российской Федерации и Некоммерческой организацией Фонд развития Центра разработки и коммерциализации новых технологий в рамках обеспечения участия и представления интересов Российской Федерации в Европейской научно-технической программе «Эврика». Соглашение подписали: от Фонда — вице-президент С. А. Наумов, от Минпромторга России — заместитель Министра промышленности и торговли Российской Федерации Г. В. Каламанов.
5 апреля 2012 года подписано соглашение о сотрудничестве между фондом «Сколково» и Федеральным космическим агентством в рамках заседания клуба друзей кластера космических технологий и телекоммуникаций фонда «Сколково», которое было посвящено вопросам развития космической деятельности РФ на период до 2030 года и дальнейшую перспективу. Фонд «Сколково» будет сотрудничать с Роскосмосом и его предприятиями над определением и уточнением приоритетных инновационных направлений космической отрасли. Кроме того, в рамках частно-государственного партнерства «Сколково» готово выступить в качестве платформы для объединения организаций разного типа, работающих в данной области.
1 июля 2012 года в рамках проекта по расширению территории Москвы территория «Сколкова» площадью 6,18 км² была передана из городского поселения Новоивановское Одинцовского района Московской области в состав Можайского района Западного административного округа Москвы. Присоединённая к Москве территория представляет собой протуберанец за МКАД.
15 сентября состоялось торжественное заселение «Гиперкуба» — первого объекта, построенного на территории инновационного центра про проекту архитектора Бориса Бернаскони. Гиперкуб представляет собой семиэтажное стеклянное здание кубической формы, насыщенное инновационными решениями, такими как использование возобновляемых источников (солнечные батареи, системы сбора дождевой воды) или терморегуляция с помощью тепловых гидронасосов. В Гиперкубе разместились 20 арендаторов: 16 российских компаний-резидентов и 4 ключевых иностранных партнёра: Cisco, Siemens, IBM и Johnson & Johnson. 18 сентября в Гиперкубе прошла первая конференция «Рецепт успеха фармакологии в России», её провел Кластер биомедицинских технологий. Конференцию посетил премьер-министр Дмитрий Медведев.
25 июля 2012 года Виктор Вексельберг и Михаил Гуцериев (компания «Финмаркт») подписали соглашение об основных условиях взаимодействия при строительстве Мультимодального транспортного узла (хаба), обеспечивающего транспортную доступность Сколкова. Соглашение предполагало строительство в районе железнодорожной станции Трёхгорка Мультимодального транспортного узла ориентировочной площадью 30 000 м², в качестве центрального входа на территорию инновационного центра. На территории хаба была спроектирована пересадка на внутренний общественный транспорт Сколкова.
В августе в Сколтех поступили первые 20 студентов, сразу же отправившиеся в Массачусетский технологический институт на месячную стажировку.
К концу 2012 года резидентами «Сколково» являлись 793 компании, при целевом показателе в 500 резидентов, с другой стороны, из запланированных 6,3 млрд рублей грантовой поддержки было выдано только 3 млрд. На эти средства резиденты создали более 130 объектов интеллектуальной собственности, принёсших порядка 400 млн рублей.
На отчётном заседании Совета фонда, посвящённом итогам года, в Мюнхене, старший вице-президент по развитию и коммерциализации Алексей Бельтюков назвал главным годовым достижением фонда «построение критической массы для иннограда», куда он отнёс превышение ряда плановых показателей. В свою очередь, сопредседатель Совета фонда Крэйг Барретт заявил о необходимости выработки стратегии закрепления, расширения и развития достигнутых результатов, а Виктор Вексельберг анонсировал на 2013 год переход от количественных целевых показателей к качественным.

#### 2013 год
В начале 2013 года фонд Сколково оказался в центре коррупционного скандала. По результатам проверок, проведённых Счётной палатой и правоохранительными органами, Следственным комитетом России было возбуждено два уголовных дела. Первое из них, об аренде помещения для таможенно-финансовой компании «Сколково», осенью того же года фактически развалилось, а ещё через 2 года было полностью прекращено за отсутствием события преступления.
Последствия второго уголовного дела оказались более серьёзными. В апреле 2013 года Следственный комитет заявил, что вице-президент фонда Алексей Бельтюков растратил 750 тысяч долларов США из денежного фонда проекта, передав их депутату Государственной думы Илье Пономарёву. Хищение было оформлено в виде оплаты серии лекций, которые Пономарёв должен был прочитать в ряде городов России, и научно-исследовательской работы. По мнению следователей, эти работы Пономарёвым выполнены не были, в результате против Бельтюкова было возбуждено уголовное дело, несмотря на то, что договор с Пономарёвым заключил не он, а замглавы Минэкономразвития Павел Королёв. Илья Пономарёв поначалу проходил по делу главным свидетелем, но в 2015 году был переквалифицирован следствием в соучастника растраты. Против него был также подан гражданский иск со стороны фонда «Сколково» о возмещении ущерба, который в августе 2013 года был частично удовлетворён.
Эти два скандала, а также ряд более мелких эпизодов, нанесли урон имиджу проекта и привели к пересмотру принципов его финансирования, в сторону сокращения, и контроля за расходованием средств, в сторону ужесточения, со стороны Министерства финансов. Комментаторы видели в стремительной «атаке» Следственного комитета на Сколково политическую подоплёку, указывая, что непосредственной её «мишенью» был куратор проекта, вице-премьер Владислав Сурков, а опосредованно удар был нанесён по действующему премьер-министру Дмитрию Медведеву. Несмотря на возникшие проблемы, большая часть которых была разрешена к середине-концу года, проект продолжил развитие.
В начале года вышел первый номер научно-популярного журнала «SkReview», посвящённого вопросам развития инноваций в России и мире. 26-28 мая в Гиперкубе состоялась первая Startup Village, крупнейшая российская стартап-конференция. Конференцию посетили более 3000 участников и 300 инвесторов, на ней было представлено более 1000 стартапов. Конференция Startup Village стала ежегодным и одним из центральных массовых мероприятий, проводимых на территории и под эгидой Сколково. С 2013 года Startup Village проводится как кульминационное мероприятие, завершающее дорожное шоу StartUp Tour.
В августе было принято решение о том, что общий объём финансирования подпрограммы «Создание и развитие инновационного центра „Сколково“» составит 502 млрд рублей до 2020 года, из которых 135,6 млрд рублей будет выделено за счёт федерального бюджета. Остальные средства будут предоставлены за счет внебюджетного финансирования. Из указанных 135,6 млрд рублей на создание инновационной среды потребуется 57 млрд рублей, из которых 32 млрд рублей составят гранты на поддержку участников проекта. На развитие Сколковского института науки и технологий предполагалось направить 42 млрд рублей, на развитие инфраструктуры — 37 млрд рублей.
В течение всего года активно продолжалось строительство, были проложены подземные электромагистрали, возведена электроподстанция. В декабре было подписано соглашения о создании в Сколково учебного авиационного центра с участием компании Boeing.
К концу года резидентами Сколково числились более 1000 компаний.

#### 2014 год
По итогам 2014 года объём частных инвестиций, привлечённых в «Сколково», включая инвестиции участников и Сколтех, достиг 4,5 млрд рублей. Выручка участников проекта от результатов исследовательской деятельности за тот же период составила 44,6 млрд рублей, количество рабочих мест, созданных в экосистеме «Сколково» на конец 2014 года превысило 15 тысяч.
В декабре 2014 года Владислав Сурков, после внесения в санкционные списки США, ушёл с поста председателя попечительского совета «Сколтеха», чтобы «не нарушать гармонию» во взаимоотношениях Сколтеха с основным партнёром — Массачусетским технологическим институтом.
Весь год в иннограде продолжалось строительство: было завершено возведение здания делового центра MatRex («Матрёшка») а также четырёх офисных зданий «Технопарка».

#### 2015 год
В июне 2015 года было принято решение о продлении контракта с Массачусетским технологическим институтом (MIT), ещё на три года. Сумма контракта составила порядка 46,7 млн долларов. Одним из ярых противников контракта выступил российский ученый Жорес Алфёров, полагавший, что российская наука вообще не нуждается в поддержке из-за рубежа.
В октябре 2015 года фонд «Сколково» впервые подал в суд на своих резидентов, обвинив их в нецелевом использовании грантовых средств. С фармацевтической компании Pharma Bio фонд был намерен взыскать 44,9 миллиона рублей, а с IT-компании Parallels — 225 тыс. руб. В Parallels заявили, что не согласны с предъявленными претензиями, но готовы пойти на мировое соглашение.
В течение года было подписано множество соглашений, в частности 16 декабря 2015 года были заключены три соглашения о сотрудничестве — между «Сколково» и Татарстаном, между Сколковским институтом науки и технологий и университетом Иннополис, а также подписано трёхстороннее соглашение между «Сколково», Минсвязи Республики Татарстан и городом Иннополис.
Согласно данным Счетной палаты РФ, на конец 2015 года участниками «Сколково» стали почти 1500 компаний. Вместе с тем доля бюджетных средств в доходах инновационного фонда за 3 года составила более 86 %. Как было отмечено в отчёте Счётной палаты, большинство целевых показателей и индикаторов подпрограммы выполнены. Размер субсидии из федерального бюджета Фонду «Сколково» в 2013—2015 годах составил 58,1 млрд рублей.

#### 2016 год
16 мая 2016 года в «Сколково» прошла конференция Ethereum Russia 2016.
27 августа 2016 года состоялся первый фестиваль Skolkovo Jazz, объединяющий музыку и науку. В рамках научно-просветительской программы фестиваля проходят лекции, публичные дискуссии и мастер-классы. Фестиваль стал ещё одной ежегодной традицией и проводится с тех пор в последние выходные лета.
20 сентября главный архитектор Москвы сообщил о том что были завершены работы над проектом диагностического корпуса международного медицинского кластера в Сколково, общая площадь здания составит порядка 13 тыс. м², разработана общая концепция пилотной застройки, состоящей из трёх корпусов: диагностического, терапевтического и междисциплинарного с клиническим блоком. Согласно плану все корпуса будут представлять собой четырёхэтажные здания. Диагностический корпус будет иметь подковообразную форму и соединяться с терапевтическим корпусом через пространство зимнего сада.
Продолжалась активная работа с партнёрами, в частности 26 октября компания Royal Philips и Фонд «Сколково» подписали соглашение о сотрудничестве. Компания Royal Philips приняла решение о размещении в инновационном центре научно-исследовательского центра, деятельность которого связана с информационными технологиями в здравоохранении. Основные исследования центра будут сосредоточены в области прогнозной аналитики «Неотложная помощь» и анализа больших данных для подразделения «Трансформация услуг в здравоохранении».
11 ноября Сколково и израильский Йокнеам-Илит стали городами-партнёрами. Йокнеам-Илит представляет собой аналогичный «Сколково» крупный индустриальный парк высоких технологий, насчитывающий около сотни предприятий, ведущими из которых являются Intel, Telco Systems, Medtronic. Йокнеам-Илит стал первым городом в мире, с которым Инновационный центр «Сколково» договорился о партнерстве. В подписанном сторонами соглашении, в частности, идёт речь о сотрудничестве в области инновационной деятельности и культуры, проведении деловых миссий, а также молодёжных и академических обменов.
Осенью появилась информация о запуске проекта по созданию российского беспилотного автобуса Matrёshka на 20 пассажиров. Беспилотный автобус должен был управляться искусственным интеллектом с возможностью самообучения, в нём предполагалось установить электрический двигатель и аккумулятор большой ёмкости, — на 130 км пробега при максимальной скорости 30 км/ч. Однако уже к сентябрю 2017 года стало ясно, что проект не состоится, поскольку его инициатор, глава Bakulin Motors Group Алексей Бакулин, не обладал необходимыми финансовыми и техническими ресурсами для его завершения. В итоге было собрано всего четыре пробных экземпляра автобуса, два из которых попали в Московский политехнический университет (МАМИ) в качестве испытательных стендов для обучения.
Возведение инфраструктуры иннограда продолжается, для дальнейшего развития была выбрана концепция, которая объединила территорию Инновационного центра «Сколково» единым замыслом, создав неразрывную сеть парков центрального кластера, связанных между собой почти 5 км прогулочных и велосипедных дорожек. Между жилыми кварталами реализована первая очередь Семейного парка — разбиты цветники, высажены кустарники. Детский парк располагается рядом с коттеджами 10-го и 11-го кварталов.
Выручка резидентов «Сколково» за 2016 год составила 50 миллиардов рублей.

#### 2017 год
Продолжаются работы по строительству на территории технопарка Сколково Московского международного медицинского кластера. Кластер создаётся в целях развития деятельности по оказанию медицинской помощи, повышения её качества, содействия разработке лекарственных препаратов, медицинских технологий и медицинских изделий, развития образовательной деятельности и проведения научных исследований в сфере охраны здоровья на основе лучших мировых практик. Проект Московского международного медицинского кластера реализует Фонд международного медицинского кластера, высшим органом управления которого является наблюдательный совет во главе с мэром Москвы Сергеем Собяниным. Компании, расположенные на территории Московского международного медицинского кластера в «Сколково», было решено исвободить от уплаты налога на имущество организаций с 1 января 2018 года на 10 лет.
4 июня были подписаны три договора инвестиционных товариществ, результатом которых стало образование инвестиционной платформы Skolkovo Ventures. Три фонда, учреждённых фондом «Сколково» и Российской венчурной компанией, занялись привлечением средств и финансированием проектов в области IT, индустриальных технологий и биомедицины.
Летом 2017 года авиационный учебный и научно-исследовательский центр компании Boeing, расположенный на территории инновационного центра «Сколково», получил сертификат Федерального агентства воздушного транспорта РФ. Немногим позже Фонд «Сколково» и «Российские космические системы» заключили соглашение о сотрудничестве. В центре РКС сотрудничество будет осуществляться по таким основным направлениям как глобальная навигационная спутниковая система ГЛОНАСС, наземный комплекс управления космическими аппаратами, космические системы поиска и спасения, гидрометеорологические обеспечения, радиотехнические обеспечения научных исследований космического пространства, наземные пункты приема и обработки информации дистанционного зондирования Земли, беспилотные авиационные системы.
31 августа в Технопарке «Сколково» состоялся открытый разговор с Виталиком Бутериным.
1 сентября был открыт главный корпус Международной гимназии «Сколково». Площадь здания составляет 22 тысячи квадратных метров.
В ноябре было принято решение о строительстве на территории «Сколково» Парка наук. В Парке наук, концепция которого была представлена на Градостроительном совете «Сколково», предусмотрена образовательная функция. Он будет перекликаться с учебными заведениями, расположенными рядом с ним.

#### 2018 год
4 июня была запущена первая в Московском регионе цифровая подстанция «Медведевская» мощностью 160 МВА, предназначенная для электроснабжения объектов, расположенных на территории инновационного центра «Сколково». Строительство было завершено с опережением графика, работы по строительству были полностью завершены за 18 месяцев при нормативных показателях для энергообъектов подобного уровня в 27 месяцев. Открывали подстанцию Собянин и Ливинский.
1 сентября состоялось торжественное открытие нового кампуса Сколтеха. Его ввод в эксплуатацию Дмитрий Медведев назвал главным событием года в Сколково. Кроме того, 2018 год ознаменован запуском целого ряда объектов городской инфраструктуры: первая очередь Московского медицинского кластера (диагностический центр), data-центр Сбербанка, бизнес-галерея «Амальтея».
20 сентября Аркадий Дворкович стал председателем фонда «Сколково» на следующие 5 лет, решение об этом было принято на заседании Совета Фонда. Совет уполномочил президента «Сколково» Виктора Вексельберга подписать трудовой договор с Дворковичем на 5 лет.
Осенью в Сколково началось тестирование беспилотных такси на базе Toyota Prius из парка «Яндекса». В частности, роботакси были доступны на территории иннограда в октябре, во время конференции «Открытые инновации».
К 2018 году налоговые отчисления компаний-резидентов «Сколково» превысили операционные расходы, связанные с функционированием иннограда «Сколково», тем самым постепенно выводя проект на самоокупаемость.

#### 2019 год
27 мая была открыта пассажирская платформа МЖД «Инновационный центр Сколково» (с ноября 2019 года — «Сколково»). Платформа располагается в 5 минутах ходьбы от «Сколково». Время движения от Белорусского вокзала — 18 мин на экспрессе, 30 мин на обычной электричке. Остановочный пункт расположен на 19-м километре Белорусского направления железной дороги между платформами Немчиновка и Баковка.
29 мая нефтехимическая компания «Сибур» открыла на площадке инновационного центра «Сколково» собственный исследовательский центр для разработки и тестирования продуктов из полимеров. Сибур стал третьей компанией, после Татнефти и Трубной Металлургической Компании, открывшей свой исследовательский центр в «Сколково» в 2019 году.
25 июля Государственная дума РФ приняла закон, направленный на снятие существующих территориальных ограничений для резидентов «Сколково». Законопроект допускает привлечение региональных операторов для предоставления сервисов «Сколково» за пределами инновационного центра, в том числе на территории региональных инновационных научно-технологических центров. К концу года число региональных операторов Сколково достигло 12-ти. Этим же законом были сняты ограничения по направлениям исследований. Резидентам Сколково больше не требуется вести исследования по одному из шести определённых направлений, хотя их деятельность, по-прежнему, должна лежать в русле стратегии научно-технологического развития России.
12 сентября Сколковский институт науки и технологий запустил первую базовую станцию в рамках создания опытной зоны 5G на территории «Сколково», во время проведённых тестов удалось достичь скорости более 300 Мбит/с на 5G-смартфонах Huawei Mate 20X.

#### 2020 год
3 марта 2020 года состоялся Совет директоров Фонда «Сколково» на котором был утвержден новый генеральный план развития научной площадки. Согласно новому плану площадь объектов иннограда будет увеличена до 3700 тыс. м². Расширение площади позволит увеличить и число посетителей до 830 000 в год. Чтобы обеспечить логистическую и транспортную привлекательность для новых резидентов и гостей было принято решение строительстве и введении в эксплуатацию дополнительной железнодорожной станции — «Технопарк Сбербанка».
В ноябре премьер-министр Михаил Мишустин в рамках оптимизации институтов развития объявил о переходе Фонда «Сколково» наряду с другими структурами под контроль ВЭБ.РФ. «Анализ показал, что деятельность этих институтов, по сути, слабо увязана с новыми целями национального развития, отсутствует единый механизм управления». По оценке профессора высшей школы экономики Олега Матвейчева целью правительства является эффект бюджетной экономии.

## Перспективы
По итогам работы инновационного центра с момента создания по 2018 год, председатель фонда «Сколково» Аркадий Дворкович отметил, что центр «Сколково» стал настоящей инновационной экосистемой. В полной мере обеспечивая правовой информацией деятельность малых инновационных предприятий практически во всех регионах страны. Им также было отмечено что благодаря проекту было создано более 30 тыс. новых рабочих мест. Важнейшим моментом в плане перспектив развития центра является полностью готовая инженерная инфраструктура, которая позволяет подключать к этой инфраструктуре новые компании и оказывать весь спектр услуг. Под инфраструктурой понимаются правовые, налоговые, таможенные услуги, услуги по инкубации и акселерации новых бизнесов, по защите прав интеллектуальной собственности, по выходу на российские и зарубежные рынки, привлечению финансирования, в том числе венчурного.
Согласно исследованию, проведённому Forbes, решение застраивать именно район Сколково — стратегически верное. «Во всем мире западная сторона города, будь то Лондон, Нью-Йорк или Париж, более развита. И сегодня Сколково формируется как правильный западный кластер, где есть бизнес-центры, учебные центры и крупный медицинский центр», — так прокомментировал перспективы развития проекта партнёр Colliers International Владимир Сергунин. Директор консалтинговой компании Blackwood Александр Шибаев отметил правильность решения о создании большого количества офисных пространств за пределами МКАД, мотивировав свою точку зрения тем фактом, что столица испытывает дефицит в крупных офисных блоках в качественных бизнес-центрах класса А с хорошей транспортной доступностью.
Эксперт в сфере недвижимости Игорь Роганович отмечает важность фактора наличия «политической воли», что с его точки зрения, говорит о том, что те объекты, которые находятся на территории «Сколково», рано или поздно будут завершены, также он отмечает высокую роль фактора «транспортной доступности», который сыграет существенную роль в успешности проекта.

## Схема работы

### Градостроительная концепция
25 февраля 2011 года Совет Фонда Сколково выбрал для центра градостроительную концепцию под условным названием «городская деревня», разработанную французской компанией AREP, которая специализируется на транспортных решениях.
По мнению экс-сити-менеджера фонда «Сколково» Виктора Маслакова, важным пунктом проекта AREP является возможность его поэтапной реализации. В основу концепции положен принцип гибкости и вариативности — способности города адаптироваться в рамках долгосрочной стратегии развития Сколкова. Подобная мобильность позволяет Иннограду эффективнее реагировать на изменения конъюнктуры.
Пространство иннограда поделено на пять районов-деревень, каждый из которых индивидуален и имеет свою структуру. Районы связывает между собой Центральный бульвар.
Основные принципы градостроительной концепции Сколкова:
- Жилье, общественные пространства, сервисная инфраструктура, рабочие места должны располагаться в шаговой доступности. Компактная многофункциональная застройка позволяет наполнять район жизненной активностью независимо от времени суток.
- Высокая плотность и малая этажность зданий позволяют получить больше полезной площади, чем возведение многоэтажек. Это один из наиболее эффективных и вместе с тем дружественных человеку способов использования городского пространства.
- Необходим достаточный объём общественного пространства, который определяет качество жизни в городе и формирует сообщество горожан.

В кратком изложении принципы построения города сводятся к «4Э»: экологичность, экономичность, эргономичность и энергоэффективность. В Сколково был разработан собственный экологический стандарт — «Зелёный кодекс» — и, например, здание «Гиперкуба» построено по американскому Руководству по энергоэффективному и экологическому проектированию (LEED).
|
|
|
|
Согласно концепции Urbanvillages, для сохранения экологии предполагается использовать «возобновляемую модель» обеспечения ресурсов: отходы не уходят из города, а утилизируются прямо там. Кроме того, планируют широко использовать возобновляемые источники энергии — от энергии солнечных батарей и очистки дождевой воды до геотермальных источников.
По градостроительному плану, в Сколково будут возводиться энергопассивные и энергоактивные здания: они либо почти не расходуют энергию из внешних источников, либо производят её больше, чем потребляют.
Планируется, что не менее 50 % нужной городу энергии должно быть получено за счёт возобновляемых ресурсов.

### Финансирование
Финансирование инновационного центра производится из федерального бюджета в части содействия развитию инфраструктуры, в части разработки проектной документации по некоммерческим объектам, а также в части научной инфраструктуры. Остальные объекты, большинство из которых относятся к коммерческой инфраструктуре, однако, в том числе, включающей и ряд социальных объектов, обеспечиваются в рамках софинансирования и привлечения частных инвестиций.
5 августа 2010 года министерство финансов России опубликовало основные направления бюджетной политики, согласно которым из федерального бюджета на обеспечение реализации проекта по созданию инновационного центра «Сколково» планировалось направить в 2011 году 15 млрд рублей, в 2012 году — 22 млрд рублей, в 2013 году — 17,1 млрд рублей.
В 2010 году на финансирование проекта было выделено 3,991 млрд руб. При этом часть временно свободных средств предполагалось разместить в банках и отдать в доверительное управление, что должно было принести 58,85 млн руб. дохода. На проектно-изыскательские работы предполагалось потратить 225 млн руб., 10 млн руб. — на разработку концепции застройки территории. 401,2 млн руб. — на деятельность фонда и его дочерних структур, в том числе 143,8 млн руб. на социальную защиту сотрудников фонда. Основная группа расходов «Фонда Сколково» — 3,4 млрд руб. называлась «Пилотные проекты и создание инновационной среды». Из них почти 2,6 млрд руб. должно было уйти на проекты, одобренные президентской комиссией по модернизации и 287 млн руб. — на проекты, которые должна была отобрать управляющая компания самого фонда. На создание «Центра интеллектуальной собственности для обеспечения деятельности патентных поверенных, предусмотренной 22 межправительственными соглашениями, в которых участвует Российская Федерация», предполагалось потратить 150 млн руб.
После коррупционных скандалов 2013 года Минфин установил для фонда чёткие показатели эффективности, проект был переведён на поквартальное финансирование. Были пересмотрены расходы на персонал: проведены сокращения, в том числе среди вице-президентов, изменена система вознаграждений топ-менеджеров: введены KPI, отменены внутригодовые премии. Зарплаты в фонде были значительно снижены.

### Налоговый и правовой режим
В марте 2010 года Вексельберг заявил о необходимости разработки особого правового режима в Сколково. Также он заявил, что руководство проекта будет просить о налоговых каникулах для бизнеса в Сколково на 5—7 лет.
29 апреля 2010 года Дмитрий Медведев заявил, что поручил правительству разработать особый правовой, административный, налоговый и таможенный режим функционирования этой территории, то есть её особый правовой и экономический статус.
В апреле 2010 года глава Минэкономразвития Эльвира Набиуллина заявила: «Предлагается, чтобы особенности правового режима (в Сколково) устанавливались отдельным законом. Этот закон вводил бы следующие особенности: во-первых, это налоговые и таможенные льготы; во-вторых, упрощённые градостроительные процедуры; в-третьих, упрощенные правила технического регулирования; в-четвертых, специальные санитарные правила и правила пожарной безопасности; в-пятых, облегченные условия взаимодействия с органами власти». Помощник президента России Аркадий Дворкович сообщил, что планируется введение 10-летних каникул по налогу на прибыль, а также по имущественному и земельному налогам, ставка по социальным взносам должна будет составлять 14 %.
31 мая Медведев внёс в Госдуму два законопроекта о правовых условиях работы иннограда в Сколкове. 2 июля 2010 года Госдума приняла сколковские законопроекты в первом чтении. 10 сентября 2010 года Госдума приняла сколковские законопроекты во втором чтении. Против голосовала фракция КПРФ. 21 сентября 2010 года Госдума приняла сколковские законопроекты в третьем (окончательном) чтении. По словам Ивана Мельникова, фракция КПРФ опять голосовала против. 22 сентября 2010 года Совет Федерации одобрил сколковские законопроекты. 28 сентября 2010 года Дмитрий Медведев подписал Федеральный закон «Об инновационном центре „Сколково“» и Федеральный закон "О внесении изменений в отдельные законодательные акты Российской Федерации в связи с принятием Федерального закона «Об инновационном центре „Сколково“»". 30 сентября 2010 года «Российская газета» опубликовала текст принятых законов № 244-ФЗ и № 243-ФЗ о «Сколково». Принятые законы, в частности, предусматривают ряд налоговых льгот для участников проекта «Сколково».

### Миграционный и визовый режим для иностранных специалистов
В августе 2010 года в Госдуму был внесён законопроект, смягчающий для иностранных высококвалифицированных специалистов и членов их семей процедуры миграционного учёта в России. Законопроект призван способствовать привлечению в Россию ценных специалистов, в частности, для инновационного центра «Сколково».
20 августа 2010 года было опубликовано постановление правительства России, регламентирующее визовый режим для участников проекта «Сколково». Согласно постановлению, иностранному высококвалифицированному специалисту, въезжающему в Россию с целью трудоустройства, будет выдаваться виза на срок до 30 дней. В случае же успешного трудоустройства он получит рабочую визу на срок до трёх лет.

### Транспортные решения
Транспортная доступность обеспечивается благодаря дорожно-уличной сети и использованию информационных технологий для эффективного управления транспортной инфраструктурой и потоками. Внутри Иннограда действует правило главенства пешеходов, велосипедистов и общественного транспорта.
В июне 2010 года после реконструкции был открыт участок Сколковского шоссе, который соединил 53-й километр МКАД с инновационным центром Сколково. Стоимость дороги протяжённостью 5,4 километра составила 6 миллиардов рублей.
Территория находится рядом с Белорусским направлением Московской железной дороги. С мая 2019 года к Иннограду ходят пригородные поезда с Белорусского вокзала, на платформу Инновационный центр Сколково (с ноября 2019 года переименована в Сколково). Планируется создать транспортное сообщение между северными и южными районами города и инновационным центром. Также Сколково будет связано с аэропортом Внуково и сохранена вертолётная площадка МЧС, находящаяся на этой территории.

## Структура
Органы управления фонда «Сколково» имеют следующее деление:
- Попечительский совет
- Совет директоров
- Консультативный научный совет
- Индустриальный консультативный совет
- Градостроительный совет
- Председатель фонда (должность упразднена в апреле 2022 года)[148]
- Правление фонда
- Грантовый комитет

### Руководство
Председателем совета директоров фонда «Сколково» с начала 2021 года является Игорь Шувалов. Председателем фонда «Сколково» до апреля 2022 года являлся Аркадий Дворкович:, после его отъезда из России эта должность была упразднена. Председатель правления фонда «Сколково» — Игорь Дроздов.
Сопредседателем консультативного научного совета до конца жизни являлся Жорес Алфёров, вторым сопредседателем остаётся профессор структурной биологии Стэнфордского университета, лауреат Нобелевской премии Роджер Корнберг. В июле 2020 года сопредседателем консультативного научного совета фонда стал академик РАН Владислав Панченко.
Попечительский совет фонда «Сколково» с момента его основания возглавляет Дмитрий Медведев. Кроме него, на 2020 год в Совет входят: первый вице-премьер Андрей Белоусов, министр экономического развития Максим Решетников, министр финансов Антон Силуанов, министр цифрового развития, связи и массовых коммуникаций Максут Шадаев, министр науки и высшего образования Валерий Фальков.
1 июля 2024 года Руслан Шагалеев назначен на должность сити-менеджера инновационного центра «Сколково».

### Технопарк
В структуру фонда входит также Технопарк, целью которого является оказание компаниям-участницам проекта «Сколково» необходимой поддержки для успешного развития их технологических активов и корпоративных структур, путём предоставления необходимых для развития сервисов.
Направления работы Технопарка с инновационными компаниями:
- формирование команды;
- подбор кадров для функциональных служб (бухгалтерия, маркетинг, правовой отдел и т. п.);
- налаживание бизнес-процессов и корпоративных процедур;
- обеспечение охраны интеллектуальной собственности;
- создание имиджа и продвижение инновационного продукта/услуги;
- обучение инновационному менеджменту;
- Управление специальными помещениями, ориентированными на инкубационную деятельность;
- Обеспечение доступа к исследовательскому оборудованию, имеющемуся в распоряжении структур «Сколково» и внешних партнеров;
- Предоставление возможности воспользоваться научной и технологической экспертизой Сколковского Технологического Института и прочих партнерских Академических и Исследовательских учреждений;
- Организация взаимодействия с венчурными фондами «Сколково», а также с российским и международным инвестиционным сообществом;
- Оказание полного комплекса услуг в области бизнес-инкубации (консалтинг, коучинг, содействие в организации и поддержании ключевых управленческих процедур и бизнес-процессов и т. д.)[158].

Для оптимизации взаимодействия с компаниями организованы центры коллективного пользования — расположенные на территории иннограда междисциплинарные лаборатории и производственные цеха.
На базе Технопарка ежегодно проходит конференция инновационных технологий «TECH Week». На данной конференции обсуждаются вопросы цифровой трансформации российского бизнеса, искусственного интеллекта, больших данных и машинного обучения, блокчейн технологий, виртуальной и дополненной реальности, бизнес-аналитики, инвестиций в российские стартап-проекты. В качестве спикеров выступают представители крупных российских и международных компаний (Яндекс, Росатом, OZON, Gartner, Сбербанк, МТС), а также IT-стартапов (Dostavista, ECOS, VR Concept). Конференция проходит при поддержке Департамента информационных технологий г. Москвы и Российского Экономического Университета им. Г. В. Плеханова.

### Центры коллективного пользования (ЦКП)
Стартапы Сколково имеют возможность прибегать к услугами лабораторий, находящихся в технопарке и функционирующих как центры коллективного пользования (ЦКП). Такие центры представляют собой частные компании с собственным оборудованием. ЦКП приглашены фондом и оказывают платные услуги как резидентам Сколково, так и всем желающим. В круг работ, выполняемых ЦКП, входят прототипирование, компьютерный инжиниринг, микроанализ, секвенирование и другие задачи. На территории иннограда также располагаются мастерские со станками для механообработки и микроэлектронной пайки. Всего в Технопарке работают более 80 аккредитованных поставщиков технологических услуг и более 1500 единиц оборудования.

### Кластеры
В составе фонда «Сколково» изначально существовало пять кластеров, соответствующих пяти направлениям развития инновационных технологий:
- кластер биомедицинских технологий (БМТ, с 2016 года включает Агрокластер),
- кластер энергоэффективных технологий (ЭЭТ),
- кластер информационных и компьютерных технологий (ИТ),
- кластер космических технологий и телекоммуникаций (КТиТ),
- кластер ядерных технологий (ЯТ).

В настоящее время в результате объединения кластеров КТиТ и ЯТ в один, кластер передовых промышленных технологий (ППТ), их стало четыре.

#### Кластер биомедицинских технологий [БМТ]
Деятельность кластера заключается в создании конкурентоспособной отрасли биомедицинских технологий. В кластере ведутся работы по созданию препаратов для предупреждения и лечения тяжёлых заболеваний, в том числе неврологических и онкологических.
Приоритеты кластера направлены на поддержку и реализацию проектов в области создания инновационных лекарственных средств, медицинских диагностических и терапевтических изделий, новых биосовместимых материалов и продуктов клеточных технологий. Большое внимание уделяется проектам по созданию лекарственных средств для борьбы с сердечно-сосудистой патологией, противовоспалительных лекарственных средств, а также средств, направленных на иммунную систему. Особый акцент делается на персонифицированной и трансляционной медицине, биомаркерах, биоинформатике, а также устройствах для диагностики и мониторинга состояния физиологических параметров.

#### Кластер информационных и компьютерных технологий [ИТ]
Участники кластера работают над созданием эффективных систем информационной безопасности, нового поколения мультимедийных поисковых систем, в том числе систем поиска по видеоархиву. Разрабатываются новые высокопроизводительные системы вычисления и хранения данных. Активно идёт внедрение инновационных IT-решений в образование, здравоохранение. Реализуются проекты по созданию новых технологий по передаче и хранению информации. Ведётся разработка мобильных приложений, систем распознавания речи, аналитического программного обеспечения, в том числе для финансовой и банковской сфер. Развиваются технологий коммуникации и навигации, включая технологии глобального позиционирования.
Важным направлением деятельности компаний-участников кластера является создание новых интерфейсов человек — машина. Разрабатываются программные средства и устройства, повышающие социальную адаптацию людей с ограниченными возможностями.

#### Кластер энергоэффективных технологий [ЭЭТ]
Разработки в области энерготехнологий являются одним из приоритетных направлений развития инновационного центра. Основная задача кластера — создание среды для поддержки инновационных разработок, связанных с внедрением перспективных технологий в области производства и эффективного использования энергоресурсов. В первую очередь кластер занимается технологиями, направленными на повышение эффективности нефтегазовой отрасли, электроэнергетики, сокращение энергопотребления в промышленности, на транспорте, в секторе жилищно-коммунального хозяйства. Кластер объединяет потенциал фундаментальных и прикладных исследований в области ТЭК, предпринимателей, малые инновационные компании, российские и международные крупные промышленные компании, венчурных инвесторов, работающих в энергетическом секторе.

#### Кластер передовых промышленных технологий [ППТ]
Новый кластер передовых производственных технологий, космических и ядерных технологий («Промтех») был создан организационным решением Фонда в апреле 2017 года путем объединения кластера космических технологий и телекоммуникаций (КТиТ) и кластера ядерных технологий (ЯТ), новых промышленных технологий и материалов. В рамках новой организационной структуры были сохранены все направления.
Космические технологии и телекоммуникации
Создание в России коммерческого сегмента ракетно-космической промышленности. Внедрение новых технологий в аэрокосмическую и телекоммуникационную отрасль, трансфер технологий в смежные отрасли промышленности, а также развитие частно-государственного партнерства.
Поддержка инновационных компаний, работающих в области создания космической техники, наземного применения космических продуктов и услуг, телекоммуникационных технологий. Реализация проектов в области космических технологий и телекоммуникаций, как по направлению «Космос-Земле» (использование возможностей космических средств для оказания услуг и решения прикладных задач), так и «Земля-Космосу» (создание новых космических средств и диверсификация предприятий ракетно-космической промышленности).
Ядерные технологии
Поддержка инноваций в области ядерных, пучковых, лазерных и плазменных технологий.
Основная сфера деятельности компаний-резидентов этого направления — развитие применения технологий, изначально вышедших из ядерной науки, и используемых, прежде всего, при создании и модификации новых материалов, в приборостроении и электронике, в ядерной медицине, в сельском хозяйстве, в проектировании и инжиниринге сложных технологических систем.
Приоритетное направление работы — обеспечение радиационной безопасности. Компании занимаются созданием новых материалов, покрытий, оборудования для обеспечения безопасности и неразрушающего контроля, разработкой новых видов ядерного топлива.
Энергетическое машиностроение, проектирование лазерного оборудования, медицинской техники и многие другие задачи ставят перед собой предприятия-резиденты. Важным пунктом является также решение проблемы переработки радиоактивных отходов.
К этим двум основным направлениям после объединения кластеров было добавлено третье — передовые производственные технологии. Основные задачи — повышение надёжности выпускаемой продукции, внедрение современных методов производства (прежде всего автоматизация и системы промышленного интернета), переход к численным экспериментам, управление жизненным циклом продукции.

### Skolkovo Softlanding Program
В 2019 году Фондом «Сколково» была запущена программа Skolkovo Softlanding Program для высокотехнологичных иностранных стартапов, желающих выйти на рынок России. Она представляет собой программу поддержки, предназначенную для ознакомления зарубежных компаний на базе ИЦ с возможностями российской инновационной инфраструктуры, рынком, партнерами Фонда. Программа подразумевает ознакомление участников с правилами ведения бизнеса в РФ, а также способами снижения возможных рисков на этапе создания российского юридического лица.
Для участников предусматривается проведение лекций, семинаров, тренингов, детальный анализ проекта участников, постановка целей на срок программы, операционная поддержка и консультирование участников, отслеживание достижения целей, интеграция в сообщество ИЦ, знакомство с участниками проекта, участие в профильных мероприятиях (таких как «Открытые инновации»), знакомство с российской культурой. Компаниям предоставляется рабочее место в коворкинге на безвозмездной основе на срок проведения программы. Рабочий язык программы — английский.
По завершении программы участникам будет предложено подать заявку на статус резидента Сколково, который предполагает существенные налоговые, таможенные льготы, доступ к большому количеству сервисов, финансовую поддержку (гранты).
С 2019 по 2021 год было успешно проведено десять программ, участие приняли 234 компании из 55 стран мира. Три программы были проведены на индивидуальной основе для стран-партнеров (Сербия, Южная Корея, Узбекистан).
По словам Дарьи Шуниной, Руководителя Skolkovo Softlanding Program, целью программы является облегчение иностранным стартапам выхода на российский рынок.
Программа активно набирает обороты и становится все более привлекательной для иностранных компаний.

### Skolkovo Ventures
Платформа венчурных фондов Skolkovo Ventures создана фондом «Сколково» и Российской венчурной компанией (РВК) в 2017 году в форме инвестиционного товарищества трёх фондов. В каждый из них РВК внесла по 1,5 млрд рублей, а фонд «Сколково» — по 20 млн. Задачи платформы — привлечение средств и венчурное инвестирование. Платформа работает по трём направлениям проектов: IT, индустриальные технологии и биомедицина. Постоянный офис Skolkovo Ventures расположен в Технопарке.
На 2020 год среди инвесторов числятся: IBS, генеральный директор группы QIWI Сергей Солонин, Фонд семьи Груздевых, Российские железные дороги, Объединённая авиастроительная корпорация и «Вертолёты России». Совокупный объём венчурных фондом, находящихся под управлением Сколково — более 5 миллиардов рублей. По словам Виктора Вексельберга, в 2019 году посредством платформы Skolkovo Ventures было привлечено около 11 млрд рублей, что составляет около половины венчурного рынка в России.

### Образовательные проекты Фонда «Сколково»

#### Открытый университет Сколково
В 2011 году была запущена образовательная программа Открытый университет Сколково (ОтУС). Открытый университет Сколково не является учебным заведением, а скорее центром бесплатного образования при фонде «Сколково», занимающимся проведением образовательных мероприятий.
Обучение проходит в форме лекций и практических занятий на площадках партнеров Открытого университета, партнерами выступают как учебные заведения, так и различные образовательные площадки, включая профильные форумы и конференции. Первыми партнерами Открытого университета Сколково в 2011 году стали 6 московских вузов: ВШЭ, МГТУ, МФТИ, МГУ, МИФИ и МИСиС. В дальнейшем география партнеров расширилась на территорию России и 8 соседних государств. По состоянию на 2019 год лекции и семинары Открытого университета Сколково прошли на площадках 83 городов, от Калининграда до Владивостока. Среди новых вузов партнёров можно выделить: СПБГУ, ЛЭТИ, ИТМО, СибГМУ, РУДН, ТПУ, Институт общей физики РАН.
ОтУС выполняет функцию создания резерва магистрантов и аспирантов для Сколковского института науки и технологий, стажеров для компаний-партнеров «Сколково», вместе с тем является лабораторией по созданию идей для проектов Сколково. Направления обучения в ОтУС совпадают с направлениями работы кластеров инновационного центра «Сколково» — это энергетические и энергоэффективные технологии, ядерные, космические, биомедицинские и компьютерные технологии.
Занятия в Открытом университете Сколково, проходят по трём направлениям, это:
- прохождение тематических сезонных школ
- участие в образовательных программах
- стажировка в различных инновационных лабораториях и компаниях партнерах Открытого университета

Согласно концепции создания Открытого университета Сколково, основными его целями являются, привлечение, вовлечение и развитие критической массы талантливых людей с научно-технологическими и предпринимательскими компетенциями, связывающих свою жизнь с созданием и распространением инноваций и формирующих самовоспроизводящееся сообщество, через которое «Сколково» и инновационная экосистема России получают поток человеческих ресурсов и технологических стартапов. А также, популяризация инновационной и предпринимательской деятельности среди целевых аудиторий с целью продвижения ценностей и возможностей Экосистемы «Сколково».
На конец 2022 года в образовательных программах Открытого университета Сколково приняло участие более 52 000 человек.

#### Сколковский институт науки и технологий
Сколковский институт науки и технологий (Сколтех) был образован в октябре 2011 года. Новое высшее учебное заведение создавалось по образцу Массачусетского технологического института (MIT, Бостон) при непосредственном участии партнеров из Бостона в разработке концепции, подборе профессуры и лекционного материала, а также курирования всех этапов деятельности, в том числе выборе и подготовке преподавательского состава. Сразу же после образования Сколтех подписал трёхстороннее соглашение с Массачусетским технологическим институтом (МТИ) и Фондом «Сколково» о сотрудничестве.
Учредителями нового вуза выступили: МФТИ, ТПУ, Московская школа управления «Сколково», РЭШ, Роснано, Российская венчурная компания, ВЭБ.РФ, Фонд содействия инновациям и Научный центр РАН в Черноголовкe. В попечительский совет вуза на 2020 год входят: Аркадий Дворкович, Александр Кулешов, Александр Абрамов, Виктор Вексельберг и другие. Первым ректором учебного заведения стал американский профессор, физик Эдвард Кроули. С 2016 года институт возглавляет академик Александр Кулешов.
В 2018 году было введено в эксплуатацию главное здание Института на территории инновационного центра «Сколково», общая площадь помещений которого составляет 133 979 м². До 2018 года преподавание первоначально велось в аудиториях Московской школы управления «Сколково», а также аудиториях МГУ и МФТИ, позднее — в одном из зданий офисного центра «Технопарк» на территории инновационного центра «Сколково».
Преподавание в вузе идёт по двум направлениям: магистратура и аспирантура. Поступить в Сколковский институт могут бакалавры и аспиранты, уже получившие образование в каком-либо российском или иностранном вузе.
Магистерские программы Сколтеха сочетают освоение научных знаний с практическими исследованиями и выполнением проектов с элементами инноваций, обучение длится 2 года. Преподавание ведётся по десяти специальностям: Фотоника и квантовые материалы, Математическая и теоретическая физика, Информационные науки и технологии, Передовые производственные технологии, Космические и инженерные системы, Энергетические системы, Науки о жизни, Нефтегазовое дело и Материаловедение. По окончании обучения выдаётся диплом государственного образца.
Срок обучения в аспирантуре составляет 4 года. По окончании обучения выдаётся диплом с присвоением квалификации «Исследователь. Преподаватель-исследователь».
Поступление в вуз проходит в три этапа: он-лайн заявка, онлайн-тестирование и финальное собеседование + тест на знание английского языка. Средняя стипендия в вузе составляет 40 000 рублей. Первый выпуск студентов вуза прошёл в 2015 году. По состоянию на 2018 год в Сколковском институт науки и технологий обучалось более 600 студентов и около 250 аспирантов.
Преподавание в вузе ведётся только в очной форме обучения на английском языке. Приблизительно 1/3 студентов, в зависимости от успеваемости, получают возможность стажироваться за границей, среди партнеров вуза Массачусетский технологический институт, Тель-Авивский университет, Университет Калгари, Гарвардская медицинская школа, Национальный Университет Сингапура.
Преподавательский состав вуза на середину 2019 года составлял 126 человек из которых 56 человек имеют профессорскую степень. Примерно пятую часть преподавательского состава составляют иностранцы.
В 2019 году Сколтех, единственным из российских высших учебных заведений, вошёл в сотню лучших «молодых» вузов мира (чей возраст не превышает 50 лет), по версии Nature Index, заняв в рейтинге 97-е место.

#### Международная гимназия «Сколково»
В феврале 2015 года, в целях развития экосистемы Сколково, была создана частная Международная гимназия инновационного центра «Сколково». Гимназия находится в центральной части инновационного комплекса Сколково, на территории Семейного кампуса. Изначально в гимназии обучались дети сотрудников Сколково, а также представителей партнёров и компаний-резидентов — в первый год всего 57 учеников.
В 2017 году гимназия была авторизована по Дипломной программе (DP) Международного бакалавриата (IB), получив статус IB World School, и переехала в собственное здание, площадью 22 тыс. кв м и рассчитанное на 720 учеников.
В том же году состоялся первый набор учеников среди всех желающих на конкурсной основе: число учеников составляло уже 360, включая 48 первоклассников, 30 % мест было отведено для внешних поступающих. В 2019—2020 учебном году в гимназии обучалось 620 детей.
Комплекс гимназии располагает конференц-залом, библиотекой, двумя спортивными залами, двумя бассейнами, танцевальным залом. Приблизительная итоговая стоимость проекта составила 2,8 млрд рублей.
Обучение в гимназии проходит в соответствии с Федеральными государственными образовательными стандартами, выпускники гимназии получают российский аттестат и диплом Международного бакалавриата (с 2019 года).

### Школа "Сколка"
С 2021 года на территории инновационного центра «Сколково» планируют открыть общеобразовательную частную школа, интегрированную в экосистему научно-технологического комплекса. Правительство Москвы передало инвестору в аренду на 25 лет земельный участок, на котором он возведет инновационную школу «Сколка» на 825 учеников. В трёхэтажном здании площадью 18 тысяч квадратных метров создадут комфортную и безопасную образовательную среду для учащихся 1–11-х классов. В школе будут работать около 150 учителей и других специалистов. На прилегающей территории создадут всесезонную спортивно-рекреационную зону площадью 40 тысяч квадратных метров.
Директором школы назначили Дмитрия Фишбейн, ранее он занимал должность директора Лицея НИУ ВШЭ. Открытие школы запланировано на 1 сентября 2024 года.

### Региональные операторы
Несмотря на неоднозначность восприятия бренда «Сколково», образ инновационного технопарка стал прообразом большинства научно-технологических кластеров в России, которые стали использовать статус регионального оператора «Сколково» для получения следующих преференций:
- повышение узнаваемости на федеральном уровне;
- доступ к образовательным мероприятиям и программам фонда;
- упрощенная система налогообложения;
- прямая ассоциация с фондом для упрощения поиска инвесторов.

После того, как президент Владимир Путин 2 августа 2019 года подписал закон о создании условий для снятия территориальных ограничений деятельности по созданию и развитию инновационного центра «Сколково» ("О внесении изменений в ФЗ «Об инновационном центре „Сколково“ и отдельные законодательные акты РФ»"), его участниками могут стать компании со всей страны. Согласно документу, любая организация, занимающаяся исследовательской деятельностью на территории России, может получить доступ ко всем сервисам и льготам инновационного центра. Экосистема «Сколково» будет опираться на успешные региональные и научно-технологические инновационные центры. В целях расширения возможностей по предоставлению сервисов Сколково для технологических компаний за пределами иннограда создаётся сеть официальных представителей фонда в регионах.
На сентябрь 2020 года статусом регионального оператора фонда обладают 15 технопарков:
- технопарк «Анкудиновка» (Нижегородская область),
- «Академпарк» (Новосибирская область),
- технопарк «Университетский» (Свердловская область),
- «ИТ-Парк-74» (Челябинская область),
- «Ленполиграфмаш» (Санкт-Петербург),
- «ИТ-Парк» (Республика Татарстан),
- Кузбасский технопарк (Кемеровская область),
- технопарк «Жигулевская долина» (Самарская область),
- Тюменский технопарк (Тюменская область),
- КРИТБИ (Красноярский край),
- площадка Morion Digital + «Технопарк Пермь» (Пермский край),
- технопарк «Якутия» (Республика Саха (Якутия)),
- технопарк «Русский» (Приморский край),
- Центр инновационного развития Томской области,
- Технопарк высоких технологий Югры.

На июль 2020 года из 2400 участников проекта «Сколково» 601 компания (25 %) находится в регионах; планируется увеличить долю региональных участников до 50 %.

## Деятельность

### Гранты
По словам Виктора Вексельберга, гранты получают около 10 % компаний, подавших заявки. К началу 2019 года фонд выдал 3591 грант на общую сумму 14,93 миллиарда рублей. В частности, за 11 месяцев 2018 года было одобрено 1525 грантов на сумму 1,31 миллиарда рублей. Чаще всего гранты получают компании, связанные с медицинскими технологиями, а также биотехнологиями в сельском хозяйстве и промышленности.
В сентябре 2021 года Фонд «Сколково» стал оператором господдержки тестирования технологий, связанных с искусственным интеллектом, для нужд ключевых отраслей экономики. Гранты размером от 20 до 100 млн рублей будут выдаваться в рамках федерального проекта «Искусственный интеллект» нацпрограммы «Цифровая экономика».

### Компании
Число компаний, работающих в технопарке «Сколково»

### Совокупная выручка
Совокупная выручка компаний техноцентра (в рублях)

### Объём частных инвестиций
Объём частных инвестиций в компании технопарка (в рублях)

### Результаты деятельности
В начале июня 2020 года Дмитрий Медведев сообщил, что в проект «Сколково» за 10 лет его существования было привлечено 130 млрд рублей (около 180 млрд — «накопленным итогом») частных и вложено 56 млрд рублей бюджетных средств. Герит Шульце, эксперт по России немецкого Общества по внешнеэкономическим связям и анализу зарубежных рынков Germany Trade and Invest, утверждает, что бюджетные средства, вложенные в проект «Сколково», были инвестированы в технологии и пошли на пользу резидентам.
Общее число участников проекта на 2020 год составляет около 2250 компаний, из которых 1319 (59 %) получили выручку в 2019 году, причём у 257 из них она превысила 100 миллионов рублей. Стартапами было создано более 37 тысяч рабочих мест. Было оформлено более 1300 патентов, из которых более 650 — на территории иностранных государств; открыто более 60 партнёрских НИОКР-центров. По оценке самого фонда, совокупная выручка компаний-резидентов превысила 400 миллиардов рублей, причём в 2019 году объём выручки впервые превысил 100 млрд рублей. По состоянию на начало 2020 года общая сумма выданных грантов превысила 15 млрд рублей, а совокупная добавленная стоимость, созданная в российской экономике, приближается к 1 триллиону рублей.
По собственным данным фонда «Сколково» на 2019 год, 30 % резидентов вывели свой продукт на рынок, оставшиеся 70 % продолжают разработку. По оценке Михаила Демидова, замначальника управления инновационной деятельности Высшей школы экономики, это адекватный показатель для венчурных проектов: «Даже на очень капиталоемких и продвинутых в части инфраструктуры рынках выживаемость проекта на 3-4 году существования не выше 40-50 процентов».
При этом выручку в 1 млрд рублей и более генерируют дочерние организации — проектные офисы и исследовательские центры — крупных компаний, таких как ABBYY, Parallels, «КамАЗ», «Татнефть». Остальных резидентов в Сколково всего около сотни, и для чистоты статистики Демидов предлагает ориентироваться только на их показатели. Эти резиденты также, главным образом, разрабатывают продукты под продажу крупным корпоративным заказчикам (Росатом, Россети, S7), в том числе зарубежным (Microsoft, Intel, IBM, Panasonic, Siemens, Airbus). Значительная часть разработок резидентов Сколково связана с информационными и биомедицинскими технологиями.
В рейтингах наиболее успешных и инновационных компаний-резидентов, вышедших на стадию производства и реализации, чаще других упоминаются:
Информационные технологии
- Group-IB — системы компьютерной и информационной безопасности[212][213][214];
- Veeroute — облачный сервис комбинаторной оптимизации[215][216][217];
- VisionLabs — разработчик системы распознавания лиц[218][219][220];
- «Промобот» — производитель сервисных роботов[221][222][223];
- «Т8» — разработчик систем DWDM и CWDM (высокоскоростная передача данных)[224][225][226][227].
- «Цуру Роботикс» — производитель беспилотников разного назначения[228][229][230];

Биомедицинские технологии
- «Гепатера» — компания, выполнившая трансфер молекулы булевиртида (препарат Мирклудекс B для лечения гепатита В с дельта-агентом (коинфекцией гепатитом D))[231];
- «ДРД» (DRD Biotech) — тесты для экспресс-диагностики ишемического инсульта головного мозга[232][233][234];
- «Моторика» — производитель электромеханических протезов верхних конечностей для детей и взрослых[235][236];
- «Эйдос-Медицина» — медицинские роботы-симуляторы[англ.][237][238][239];
- «Экзоатлет» — производитель медицинских и усиливающих экзоскелетов[240][241];
- «Юсонтек» — разработчик портативного прибора для проведения кардиотокографии (КТГ) плода с передачей результатов в медучреждение через интернет[242][243].

Энергетические и промышленные технологии
- «Анизопринт» — разработчик технологии 3D-печати из углепластика изделий сложных форм и структуры[244][245];
- «Апис Кор» — разработчик технологии 3D-печати для малоэтажного строительства[246];
- «ВИСТ групп» — разработчик IT-системы для горнодобывающей промышленности (выкуплена в 2020 году группой компаний «Цифра» за 2 млрд рублей)[247][248];
- «Геосплит» — разработчик технологий маркерных внутрискважинных исследований для нефтегазовой индустрии[249][250];
- «Термоэлектрика» — разработчик газового пожарного извещателя[251].

В 2023 году выручка резидентов «Сколково» составила 508 млрд рублей, увеличившись сравнению с 2022 годом на 43%. На 85% увеличилась выручка резидентов, осуществляющих деятельность в сфере промышленных технологий. Участники «Сколково» привлекли за этот период 31,7 млрд внебюджетных инвестиций и получили 976 патентов, 324 из которых — не территории других государств.

## Сотрудничество и партнёры
Фонд «Сколково» заключил около 70 соглашений с российскими и международными корпорациями. Первым крупным партнёром, разместившим своё представительство на территории Сколково в 2015 году стал Boeing. Другой крупный партнёр — Сбербанк — разместил в Сколково центр по обработке данных, начал возведение своего технопарка и планирует построить для своих работников больницу и гостиничный комплекс. Также в иннограде работают: «Трансмашхолдинг», Трубная металлургическая компания, «Сибур», «Татнефть», «Яндекс» и многие другие компании. На конец 2019 года на территории Сколково действовали 64 центра НИОКР. Подписано более 40 соглашений с российским и западными венчурными компаниями.

### Сотрудничество с университетами
В число вузов-партнёров Сколково входят крупнейшие российские университеты: Москвы (МГУ им. М. В. Ломоносова, МГТУ им. Н. Э. Баумана, МИФИ, МФТИ, МИСиС, НИУ ВШЭ), Санкт-Петербурга (СПбГУ, СПбГПУ, Университет ИТМО, СПб АУ НОЦНТ РАН), Томска (ТГУ, ТПУ, ТУСУР, СибГМУ) и многие другие.
Кроме того, действует разветвлённая сеть партнёрских проектов с зарубежными образовательными учреждениями, как от имени самого инновационного центра, так и отдельных элементов сколковской экосистемы (Технопарк, ОтУС, Гимназия и других). В частности, Сколтех взаимодействует с более чем 160 российскими и международными академическими партнёрами. Предметами сотрудничества являются совместные исследования, образовательные программы, программы академической мобильности.

## Критика

### Расположение и транспортная доступность
В качестве вариантов территориального размещения иннограда обсуждались Томск, Новосибирск, Санкт-Петербург, Обнинск, Дубна, а также ряд территорий в непосредственной близости от Москвы, включая земли между МКАД и Троицком, ряд участков по Новорижскому и Ленинградскому шоссе, а также земли, примыкающие к бизнес-школе «Сколково» в Одинцовском районе. Однако в итоге государство было вынуждено выбирать между Дубной и Сколковом, поскольку эти два места находятся в федеральной собственности. Инфраструктура Сколкова расположилась в элитном районе на западе от Москвы, в 5—7 километрах от Барвихи, где стоимость одного гектара земли начинается, по разным оценкам, от $1,5 млн.
Критики полагали, что полноценный инноград с лабораторной базой, экспериментальными производствами (технопарком), социальной инфраструктурой не удастся разместить на территории площадью 300 га. Приводились примеры: площадь Кольцово — 1600 га, Дубны — 7100 га, американской Кремниевой долины — около 400 тыс. га. В июне 2010 года Виктор Вексельберг обратился к первому вице-премьеру Игорю Шувалову с просьбой добавить 103 га к уже имеющимся 375 га. В июле 2010 году правительственная комиссия по развитию жилищного строительства определила, что проекту требуется уже 600 гектаров, для чего потребуется выкуп земель Ольги Шуваловой и Романа Абрамовича. Помимо этого, Гринпис России полагает, что проект может оказать негативное влияние на лесопарковый защитный пояс Москвы в Одинцовском районе.
Высказывались опасения, что строительство иннограда может усугубить проблему автомобильных пробок в Москве и, в частности, негативно сказаться на транспортной доступности в районе Сколкова. После открытия платформы «Сколково» Смоленского направления МЖД и запуска МЦД-1 в 2019 году проблема оторванности иннограда от делового центра Москвы была в значительной мере решена. Действующий проект улучшения транспортной доступности Сколково и Одинцовского района в целом сосредоточен, в основном, на железнодорожном строительстве и рассчитан до 2025 года. Кроме того, к концу 2020 года было полностью открыто движение по построенному проспекту Генерала Дорохова (южному дублёру Кутузовского проспекта) от Третьего транспортного кольца до МКАД, что улучшило доступность района Сколково.

### Собственность, назначение и использование земель
На части отведённых под инноград земель находились территории НИИ сельского хозяйства центральных районов нечернозёмной зоны, включая экспериментальные поля (два участка 58,38 га и 88,87 га), на которых выводились стратегически важные сорта злаков. Весной 2010 года пять ведущих академиков РАСХН направили письмо президенту Медведеву, выражая обеспокоенность перспективой «отчуждения у НИИ сельского хозяйства „Немчиновка“ земли для строительства на нём иннограда в Сколково». В итоге НИИ лишился 250 из 272 гектаров земли: обещания компенсировать эти площади более удалёнными, в районе аэропорта «Внуково», после расширения Москвы не были выполнены. Учёным предложили работать на разрозненных участках за пределами Московской области, что привело к многочисленным увольнениям сотрудников НИИ. На отчуждённых в пользу Сколково землях строительство почти не ведётся.
Вокруг земель, полученных для нужд Сколково у структур Романа Абрамовича, не был урегулирован затяжной конфликт. Земли ранее принадлежали совхозу «Матвеевское». В ходе приватизации в 1990-х годах имущество и земли совхоза были разбиты на паи, которые были распределены среди работников предприятия (более 800 человек). В 2003—2004 годах руководство АОЗТ «Матвеевское» без согласия акционеров и при попустительстве чиновников администрации Одинцова распродало земли третьим лицам. В 2008 году против гендиректора «Матвеевского» Николая Кырина было возбуждено уголовное дело по статье 159 УК РФ (мошенничество), однако уже через год оно было закрыто.

Ситуация, конечно, запущенная. Но крупнейший проект федерального значения, инициированный президентом, не может реализовываться за счет попранных прав сотен граждан. Проекты, которые формируют имидж нашей страны, должны быть безупречны, их юридическая чистота должна выверяться на аптекарских весах. Поэтому, я уверен, федеральные структуры должны разобраться в этом вопросе.
— Антон Беляков, депутат Государственной думы V созыва
Пайщики получили документы на свои земельные доли только в 2010 году и до настоящего времени добиваются выплаты компенсаций.

### Ликвидация местного самоуправления и особый правовой режим
Специально принятый в 2010 году федеральный закон «Об инновационном центре „Сколково“» подразумевает присутствие в иннограде постоянного населения, то есть фактическое создание нового населённого пункта. По факту территория Сколково была исключена из территории муниципального образования Новоивановское, что, по мнению критиков, противоречит статье 131 Конституции РФ, допускающей изменение границ территории местного самоуправления только с учётом мнения населения.
К концу 2019 года в Сколково постоянно проживало 730 человек. Согласно обновлённому генеральному плану, к 2023 году население иннограда должно превысить 5000 человек, а после завершения строительства всех объектов составит 17 000 человек. Конституция Российской Федерации гарантирует им право на местное самоуправление, и на старте проекта президент Дмитрий Медведев заявил, что Сколково должно стать образцовым муниципальным образованием.
Однако закон «Об инновационном центре „Сколково“» не содержит термины «муниципальное образование» или «органы местного самоуправления», которые, соответственно, в Сколково отсутствуют. В то же время закон наделяет частью их функций управляющую компанию — некоммерческую организацию «Фонд „Сколково“». Введённый особый правовой режим фактически отменяет действие отдельных российских законов на территории иннограда.
На практике в Сколково, по замечанию Юрия Болдырева, реализуется сугубо корпоративное образование, по системе управления приближающееся скорее к закрытому военному городку, чем к единице гражданского самоуправления. В результате население полностью отстранено от контроля — никаких общественных слушаний по поводу строительства не проводится, хотя в программе деятельности центра присутствуют биомедицинские и ядерные исследования, что должно интересовать жителей муниципального образования.
Для устранения противоречий с действующим законодательством о местном самоуправлении эксперты предлагают создать на территории иннограда муниципальное образование, сформировать органы местного самоуправления, принять устав. Это позволит управляющей передать населению несвойственные ей функции и сосредоточиться на решении поставленных перед нею задач по организации научно-исследовательского процесса.
Другой путь разрешения накопившихся вокруг Сколково законодательных противоречий в разных областях — внесение изменений в федеральное законодательство. По мнению аналитика «Независимой газеты» Элины Билевской, поправки должны затронуть: закон об общих принципах организации местного самоуправления, закон об общих принципах организации органов госвласти субъектов, а также Земельный кодекс, Градостроительный кодекс, Налоговый кодекс, закон о техническом регулировании, закон о государственной регистрации прав на недвижимое имущество и сделок с ним, закон о таможенном тарифе, закон о рекламе. При этом сожаление вызывают не только правовые противоречия, но и сам факт введения «особого режима»:

Создание особых экономических зон, исключительных режимов для инновационного бизнеса характерно прежде всего для развивающихся стран. Отличительной чертой, скажем, той же Кремниевой долины в США, аналог которой якобы хотят построить в России, является формирование особой творческой среды, а не своеобразного правового режима. Там, как известно, действуют законы штата Калифорния, а не какие-то другие.
— Элина Билевская, «Независимая газета»

### Игнорирование опыта предшественников и ненаучность
Критики отмечают, что сколковская конфигурация не согласуется с международным опытом, который власти обещали заимствовать: учёных в совете фонда практически нет — они выведены в отдельный «Консультативный научный совет», причём председатели этого совета в основной совет не входят. Критики делают вывод, что гармоничная кооперация фундаментальной академической науки и прикладных R&D не входила в планы организаторов.
С самого начала проекта Виктор Вексельберг заявил о необходимости строить «Сколково» «с нуля», и в то же время проект анонсировался как «Российская Кремниевая долина». 31 марта 2010 года в эфире программы «Свобода мысли» (ТРК «Петербург-Пятый канал») профессор Сергей Капица призвал власти и научное сообщество при построении инновационной экономики больше внимания уделять не опыту создания американской Кремниевой долины, а опыту, накопленному новосибирским Академгородком.
Утверждалось, что, несмотря на вложенные миллиарды и заявления президента и правительства, уже существующие технопарки не функционируют должным образом, и эксперты не понимали, как в иннограде в Сколкове удастся избежать тех же трудностей. О нерезультативности прежних инициатив правительства в инновационной сфере может свидетельствовать то, что для нового проекта выбор был сделан в пользу нового места с «новыми людьми». При этом не было проведено анализа, почему не работают прежние проекты.
При проектировании Сколково игнорировался опыт малайзийского «города будущего» Сайберджая, открытого в конце 1990-х годов, где на площади около 3 тысяч гектаров, в итоге должен был возникнуть «уникальный сплав тропической экосистемы и новейших информационных технологий» По некоторым данным, спустя десять лет Сайберджая всё ещё оставался городом-полупризраком: надежды на то, что туда быстро стекутся высокотехнологические компании и производства, не сбылись.
Не был проанализирован и опыт Бангалора, индийского аналога Кремниевой долины, ставшего гордостью правительства и, вместе с тем, по словам социолога Бориса Кагарлицкого, «мощнейшим каналом утечки мозгов из страны»:

Основная масса «инноваций», реализуемых в Бангалоре, не имеет никакого отношения к экономическим проблемам страны. Западные корпорации используют в Бангалоре мозги хорошо образованных, но низко оплачиваемых специалистов, чтобы экономить деньги, решая здесь второстепенные задачи по собственным исследовательским программам.
— Борис Кагарлицкий
«Мы можем запускать в космос спутники, но не можем технически провести канализацию в небольшом городе» — говорит индийский журналист Профул Будвай.

### Отсутствие спроса на инновации и критериев успеха
По мнению научного руководителя Инновационного института при МФТИ Юрия Аммосова, в условиях, когда в России отсутствует спрос на инновации, созданные в «кремниевой долине» инновации не могут вывести российскую экономику на инновационный путь развития. Игорь Николаев из компании ФБК придерживается той же позиции.
Отдельные критики считают, что российские компании не озабочены покупкой и внедрением новых технологий, потому что нацелены не на рост оборота, а на получение высокой маржи: «Конкуренция идет не за потребителя, а за доступ к ресурсам, и до тех пор, пока ситуация не переломится, на инновации спроса не будет».
Государство, не выработав объективные критерии успеха или провала проекта, приступило к планированию экономического и правового режима территории. Об отсутствии публичных критериев или хотя бы контрольных показателей в проекте высказывался Юрий Аммосов, полагавший, что данный фактор не позволяет оценивать степень успешности проекта и выводит деятельность из-под общественного контроля.

## Коррупционные скандалы

##### Дело Луговцева и Хохлова
11 февраля 2013 года было возбуждено уголовное дело против бывшего главы финансового департамента фонда Кирилла Луговцева, гендиректора таможенно-финансовой компании «Сколково» («ТФК Сколково») Владимира Хохлова и «других лиц» по части 4 статьи 160 УК РФ (хищение вверенного чужого имущества путём растраты). Расследование уголовного дела началось после проверки инновационного фонда, проведённой Счётной палатой. По версии Следственного комитета, Луговцев и Хохлов незаконно потратили 23,8 миллиона рублей, выделенных государством из бюджета на развитие Сколково, на аренду недвижимости. Было установлено, что Кирилл Луговцев для нужд ТФК, без проведения конкурса, арендовал помещение у компании «Ника», которую ранее сам же основал, а затем переписал на свою мать. Аренда была оплачена авансом за три года, без права возврата средств арендатору в случае расторжения договора. Кроме того, представители ТФК не появлялись в арендованном помещении и не вели там никакой деятельности, вместо этого Луговцев и Хохлов приняли решение оплатить капитальный ремонт арендованного здания. Таким образом, вся сделка имела признаки фиктивности. Вдобавок, выяснилось, что за два года существования ТФК «Сколково», в штате которого числилось около 10 человек с заработной платой от 300 до 600 тысяч рублей, была проведена только одна таможенная операция.
12 февраля Виктор Вексельберг заявил, что данное злоупотребление было выявлено ещё летом 2012 года в ходе внутреннего аудита, Луговцев тогда же был уволен, авансовые платежи возвращены в бюджет фонда, прочие издержки также возмещены. Согласно заявлению руководства фонда, Следственный комитет был сразу поставлен в известность об инциденте, однако официальный представитель СК РФ Владимир Маркин эту информацию опроверг. Из-за вероятных репутационных потерь Фонд не обнародовал эти данные, но был вынужден это сделать после того, как началась проверка Счётной палаты.
Фонд «Сколково», признанный потерпевшим по уголовному делу, обратился в Арбитражный суд Москвы, с требованием признать договора аренды помещений недействительными, ссылаясь на аргументы следствия о том, что договор был заключён на невыгодных условиях, а стоимость аренды была завышена. Однако суд констатировал, что договоры аренды «были одобрены единоличным исполнительным органом единственного участника арендатора, кроме того, доказательств того, что спорные договоры заключены в ущерб арендатору, не имеется». В деле возникла преюдиция, оно начало «разваливаться».
В июле 2013 года уголовное преследование Владимира Хохлова было прекращено, за отсутствием события преступления, и все обвинения с него сняты, а дело против Кирилла Луговцева переквалифицировано на более мягкую статью 201 УК РФ (злоупотребление полномочиями).
11 ноября 2013 года Девятый арбитражный апелляционный суд подтвердил решение об отсутствии события преступления, и оно вступило в силу. Несмотря на это, Следственный комитет трижды пытался направить уголовное дело в суд, но всякий раз Генпрокуратура отказывалась утверждать обвинительное заключение. В итоге 19 октября 2015 года ГСУ СКР вынесло постановление о прекращении уголовного дела в отношении всех его фигурантов.

##### Дело Бельтюкова и Пономарёва
18 апреля 2013 года в главном офисе Сколково на Красной Пресне прошли обыски. Результатом стало ещё одно уголовное дело, возбуждённое против вице-президента фонда Алексея Бельтюкова. 20 мая 2013 года было обнаружено, что Бельтюков совершил растрату 750 тысяч долларов США, которые должны были пойти на зарплату учёным и на техническое оборудование инновационного центра, и передал их Илье Пономарёву, депутату Госдумы от партии «Справедливая Россия», ещё в 2010 году назначенному советником президента Фонда «Сколково» Виктора Вексельберга по международному развитию и коммерциализации технологий. Хищение было оформлено в виде оплаты 10 лекций, которые Пономарёв ещё в 2011 году должен был прочитать в разных городах России (300 тысяч долларов), и научно-исследовательской работы, которую Пономарёв обязался выполнить (450 тысяч долларов). Проверка по этому делу была проведена Следственным комитетом по жалобе лидера ЛДПР Владимира Жириновского, сообщившего, что депутат Пономарёв занимается незаконной предпринимательской деятельностью. Следствие установило, что лекции Пономарёва длились от 3 до 18 минут, проходили в рамках мероприятий, тематически не связанных с деятельностью фонда, и не имели никакой ценности, как и «исследовательская работа», представлявшая собой 2 отчёта. Алексей Бельтюков был отстранён от работы.
26 апреля 2013 года фонд Сколково, в свою очередь, подал гражданский иск против Ильи Пономарёва в Гагаринский районный суд Москвы, с требованием возмещения 9 миллионов рублей. Иск мотивировался тем, что Пономарёв из десяти лекций качественно провёл только одну. Суд удовлетворил иск частично, взыскав с Пономарёва 2 млн 728 тыс. рублей. Поскольку Пономарёв добровольно не исполнил решение суда, не вернул денежные средства фонду «Сколково» и в июне 2014 года скрылся в США, в сентябре приставы начали арест его имущества за долги. Вслед за Пономарёвым в январе 2015 года бежал в США и Бельтюков.
9 июня 2015 года председатель Следственного комитета Александр Бастрыкин возбудил уголовное дело против Ильи Пономарёва, обвинив того в пособничестве в растрате 22 миллионов рублей. Таким образом, из главного свидетеля в этом деле Пономарёв превратился в обвиняемого. В начале июля он был объявлен в международный розыск, а 17 июля был заочно арестован Басманным судом Москвы. 27 июля 2015 года суд заочно арестовал и Бельтюкова, он также был объявлен в международный розыск.
В декабре того же года стало известно, что судебными приставами с Пономарёва взыскана вся сумма долга по гражданскому иску.

##### Прочее
28 февраля 2013 года Владимир Маркин сообщил, что, по данным ФСБ, 3,5 миллиарда рублей бюджетных денег, выделенных на развитие иннограда, с августа 2010 года в течение 147 дней лежали на счетах Меткомбанка, аффилированного с президентом фонда Виктором Вексельбергом. Сам по себе этот факт не является нарушением, но оставляет вопросы этического характера. Следственный комитет начал проверку этой информации, а пресс-служба фонда в ответном комментарии сообщила, что единственным аргументом при выборе банка стали выгодные условия размещения средств, предложенные Меткомбанком.
В конце октября 2013 года Генеральная прокуратура РФ провела проверку деятельности фонда «Сколково» и выявила ряд нарушений. По результатам проверки «разработан и утвержден ряд необходимых документов», «возмещено 15 млн руб. ущерба по договорам» и «в суды заявлены иски о взыскании 30 млн руб. ущерба».

##### Причины и последствия
За волной проверок, последовавших за ними скандалами и уголовными делами аналитики увидели спланированную атаку на Владислава Суркова и, опосредованно, на Дмитрия Медведева, главным проектом периода президентства которого и стал инноград «Сколково». Владислав Сурков в 2008 году не ушёл вслед за Путиным в Белый дом, а остался в Кремле с новым президентом. На Суркова тогда легла ответственность за инновационное развитие: в частности, он стал куратором любимого детища Медведева - иннограда Сколково. По некоторым данным, саму идею инновационного центра Медведеву принёс Сурков, и он же сыграл решающую роль в формировании имиджа Медведева, как президента-инноватора. На допросах представителям Сколково настойчиво задавались вопросы о роли Суркова в управлении финансовыми потоками, проходившими через фонд, а также о возможной причастности Суркова к растрате. По некоторым данным, Алексей Бельтюков тогда сообщил следствию, что передачу денег Илье Пономарёву санкционировал лично Владислав Сурков.
1 мая 2013 года Сурков в стенах Лондонской школы экономики выступил с пространным комментарием о ситуации вокруг «Сколково». Сурков назвал проект Сколково «одним из самых чистых» в России и вступился за его руководство, обвинив Следственный комитет в излишней «энергичности» и стремлении раздуть скандал. Это выступление запустило взаимную пикировку в средствах массовой информации между Владиславом Сурковым и официальным представителем Следственного комитета Владимиром Маркиным.
8 мая 2013 года Владислав Сурков был уволен с поста вице-премьера — руководителя аппарата правительства указом президента Владимира Путина. Увольнение Суркова произошло «по собственному желанию», после последовавшей критики со стороны Путина, связанной с неисполнением его прошлогодних «майских указов». По заявлению Дмитрия Пескова, пресс-секретаря президента, увольнение Суркова не было связано с ситуацией вокруг Сколково. Однако сам Сурков в своём комментарии «Коммерсанту» обмолвился, что подал прошение об отставке ещё 26 апреля, а не после совещания 7 мая.
В декабре 2014 года Владислав Сурков ушёл с поста председателя попечительского совета Сколтеха, его место занял Аркадий Дворкович. Мотивом принятого Сурковым решения, по его словам, стало нежелание становиться «политической причиной нарушения гармонии во взаимоотношениях» Сколтеха и партнёрского Массачусетского технологического института, после включения в санкционный список США.
О скандалах писали российские и мировые СМИ, они имели негативные репутационные последствия для Сколково. Виктор Вексельберг признавался, что за 5 лет с момента старта проекта вложил в него 100 миллионов долларов личных средств, вероятно, закрывая ими возникавшие «бреши». Проект Сколково управляется напрямую Министерством финансов, после проверок Счётной комиссии и правоохранительных органов транши на строительство из федерального бюджета были заморожены, и возобновлены только осенью 2013 года. Для фонда были установлены чёткие показатели эффективности, проект был переведён на поквартальное финансирование. Были пересмотрены расходы на персонал: проведены сокращения, в том числе среди вице-президентов, изменена система вознаграждений топ-менеджерам: введены KPI, отменены внутригодовые премии. В результате зарплаты в фонде были значительно уменьшены.

## Комментарии
1. ↑  Комплекс первоначально располагался на территории городского поселения Новоивановского вблизи деревни Сколково в восточной части Одинцовского района Московской области, к западу от МКАД на Сколковском шоссе. Территория «Сколково» вошла в состав Москвы (район Можайский) с 1 июля 2012 года в рамках масштабного расширения её территории до т. н. Большой Москвы.
2. ↑  По некоторым сведениями, кандидатуру Чубайса вычеркнул тогдашний премьер-министр Владимир Путин со словами «Слишком много на Чубайса, пусть занимается Роснано». Также была отклонена кандидатура на должность иностранного сопредседателя, гендиректора энергетической компании «Энел ОГК-5» Доминика Фаша, предложенная Чубайсом.
3. ↑  Александр Абрамов категорически отказался от предложения, несмотря на уговоры со стороны своего партнёра по бизнесу — Романа Абрамовича.
4. ↑  Ранее к присоединению планировалась меньшая территория площадью 5,67 км².
5. ↑  Впоследствии в качестве фигуранта также упоминался финансовый директор ТФК «Сколково» Сергей Биличенко.